# Arielulus circumdatus
Arielulus circumdatus é uma espécie de morcego da família Vespertilionidae. Pode ser encontrada em Java, Malásia peninsular, Tailândia, Camboja, Mianmar, noroeste da Índia, Nepal e sudoeste da China (Yunnan).